# 露西·斯拉韦斯库
露西·斯拉韦斯库（羅馬尼亞語：Luci Slavescu），罗马尼亚前女子乒乓球运动员。她曾获得1950年世界乒乓球锦标赛女子团体金牌。